# 艾奥瓦州同性婚姻

虹色艾奥瓦州地图

美国艾奥瓦州内的同性婚姻于2009年4月3日被正式合法化。
1998年，艾奥瓦州第一次接触到同性婚姻这个议题。当年美国夏威夷州的法院宣布剥夺同性伴侣合法结婚权利的作法违反了夏威夷州憲法。为了避免相似的判决出现在艾奥瓦州，艾州议会快速的通过了婚姻保护法案，禁止艾州的同性公民合法结婚。
2005年，美国知名的同性维权组织Lambda Legal代表6对艾奥瓦州波尔克县的同性伴侣向艾州法庭提起诉讼，认为艾州拒绝准许同性婚姻的行为违反了艾州宪法中的平等保护条款。波尔克县地方法院于2007年判定艾州作法违宪，而该案随后被上诉到艾奥瓦州最高法院。
2009年4月3日，艾奥瓦州最高法院7名法官一致判定艾州政府在同性婚姻问题上并没有重大利益牵涉在其中，因此州政府拒绝准许同性伴侣合法婚姻的作法违反了艾奥瓦州宪法。艾州政府于该月27日正式向同性伴侣发出结婚证书。 

## 法院判决
2007年8月30日，波尔克县地方法院法官Robert Hanson（汉森 ）判定艾州政府拒绝同性婚姻作法违宪。因为该案立刻被上诉到艾奥瓦州最高法院，因此Hanson法官在次日决定对他的判决延期执行，等待最高法院的判决。
在地方法院做出判决的两小时后，两名来自于艾州首都德梅因市的同性伴侣正式提出了婚姻申请。而在汉森法官对其判决做出延期执行的决定之前，数对同性伴侣都正式的提出了婚姻申请。因为艾州法律规定婚姻审批过程需要3天时间，因此大多数伴侣的申请都被汉森法官的延期执行令所无限期推迟。但值得一提的是，有两对同性伴侣在延期执行令发出之前成功的完成了婚姻申请步骤，成为艾州历史上两对最早合法结婚的同性伴侣。
2009年4月3日，艾奥瓦州最高法院7名法官对该案做出了终审判决。法官们一致判定艾州政府在同性婚姻问题上并没有重大利益牵涉在其中，因此州政府拒绝准许同性伴侣合法婚姻的作法违反了艾奥瓦州宪法。

## 立法提案
因汉森法官对艾州拒绝承认同性婚姻的作法判定违宪，艾奥瓦州议会于2008年提出了修改宪法的提议，但该提议却没有被通过。任何对艾州宪法的修订案必须连续经过2届州议会的投票通过，然后最终须由艾州选民投票通过。
艾奥瓦州议会并没在2009年度提出新的修宪案。议会上议院多数派领袖Michael Gronstal表示他不支持于2010年度重提修宪案。在艾州最高法院做出终审判决后，议会上议院与下议院多数派领袖联合表示他们支持最高法院的裁决，并赞赏艾州一直在民权方面处在领先位置。

## 经济效应
洛杉矶加利福尼亚大学对艾奥瓦州同性婚姻的经济影响做了一份分析报告。报告指出，州政府每年因允许同性伴侣结婚可多得530万美元。这笔收入大多来自于税收的增长同公共福利计划开支的减少。